# 1972 год в компьютерных играх

## Выпуски игр
- 29 ноября Atari выпускает первую аркаду — Pong.
- Грегори Йоб (Gregory Yob) написал Охота на Вампуса — первую в истории текстовую игру в жанре квест. Она была написана на языке BASIC для мейнфреймов.

## Технологии
- 24 мая компания Magnavox на съезде в Барлингейме, Калифорния, представила первую в мире игровую приставку Odyssey и начинает её продажу через розничные магазины.

## Индустрия
- В связи с плохими продажами Computer Space, Нолан Бушнелл покидает Nutting Associates и вместе с Тедом Дабни основывает фирму Atari.
- Pong — первая коммерчески успешная аркадная видеоигра, а также первая игра, которая подверглась судебному иску.

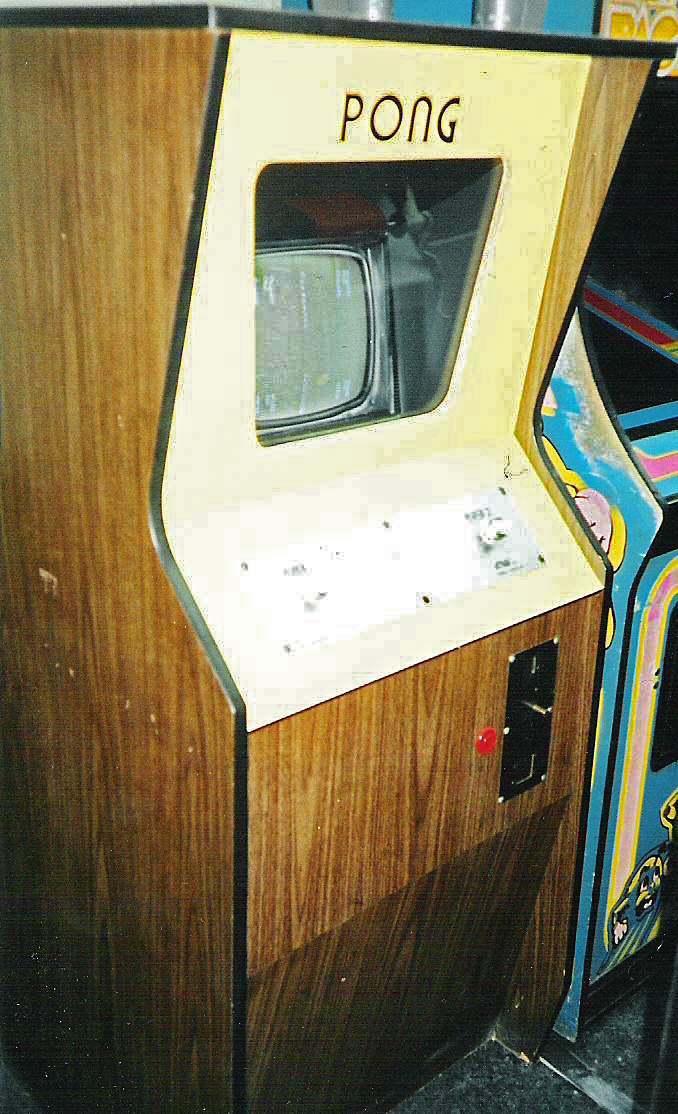
Pong
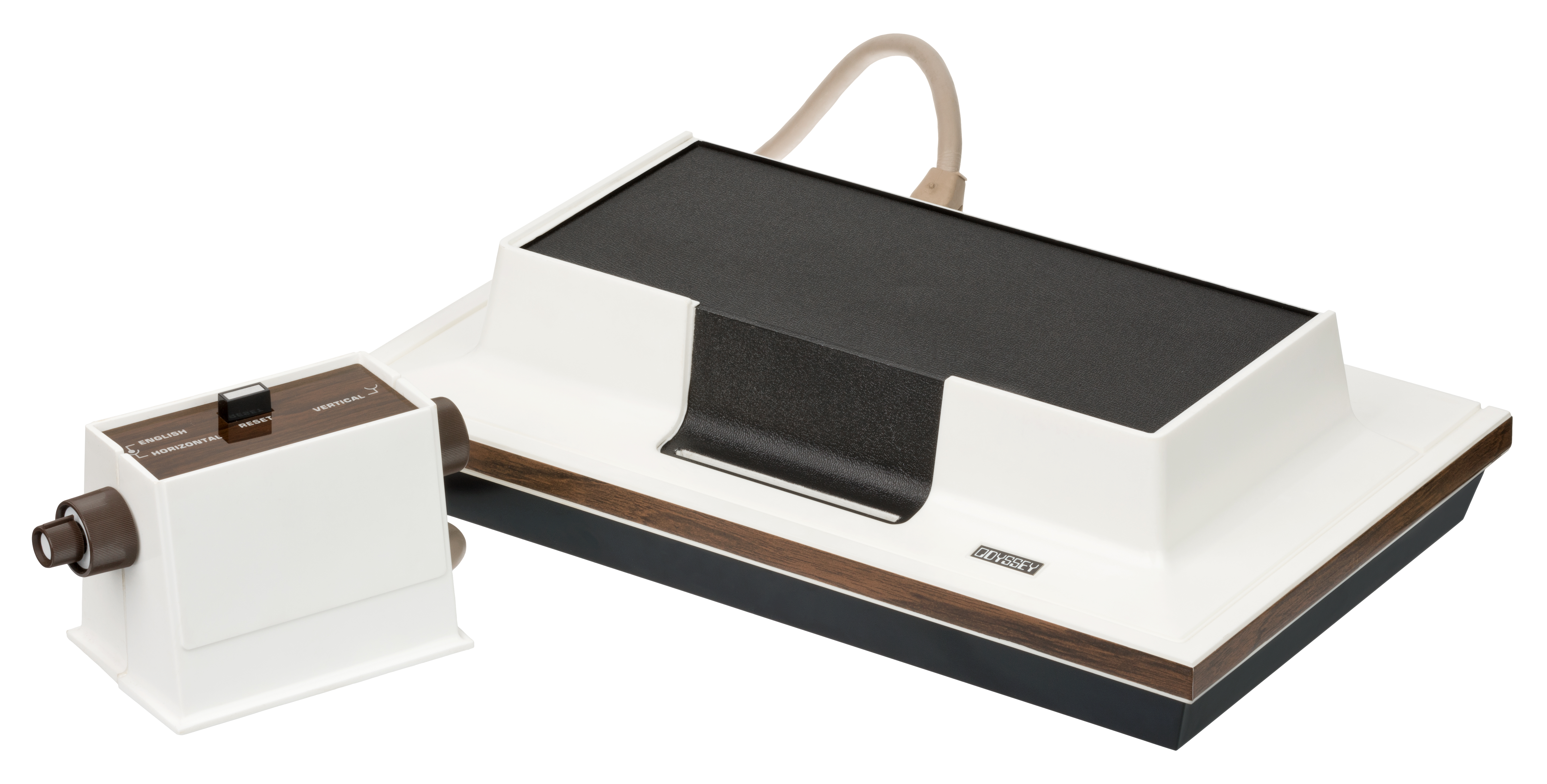
Magnavox Odyssey